# Těhotnej kuchař
Těhotnej kuchař, vlastním jménem Jaroslav Vajgl, je český influencer vytvářející obsah formou videoreceptů na sociálních sítích TikTok, Facebook, Instagram a YouTube.
S tvorbou začal v polovině roku 2021 během pandemie covidu-19 v Česku na TikToku. Ke konci roku 2024 měl 1 500 000 sledujících a 29 000 000 zhlédnutí na YouTube. Za rok 2022 získal za svou tvorbu ocenění Křišťálová Lupa. Za rok 2023 pak zvítězil rovnou ve třech kategoriích — One (wo)man show, Cena popularity a Online video.
Dlouhou dobu tvrdil, že jediným jídlem, které nechce ve své tvorbě zpracovat, jsou brynzové halušky. V roce 2025 přiznal v rozhovoru, že připravil strapačky.